# Abiyote Guta
Abiyote Guta (* 1. Januar 1985) ist ein äthiopischer Langstreckenläufer, der sich auf Straßenläufe spezialisiert hat.
2004 wurde er Sechster beim Enschede- in 2:15:56 h und Vierter beim Köln-Marathon in 2:10:38. Im darauffolgenden Jahr wurde er Dritter beim Dam tot Damloop.
2008 gewann er die Tilburg Ten Miles in 46:02 min. Im Jahr darauf wurde er Fünfter beim Biwa-See-Marathon in 2:11:18 und verteidigte seinen Titel in Tilburg.